# 4864 Nimoy
A 4864 Nimoy (ideiglenes jelöléssel (4864) 1988 RA5) a Naprendszer kisbolygóövében található aszteroida. Henri Debehogne fedezte fel 1988. szeptember 2-án.